# Jan Harte van Tecklenburg
Joannes Josephus Ignatius (Jan) Harte van Tecklenburg (Utrecht, 15 oktober 1853 - Den Haag, 4 juli 1937) was een katholiek politicus, die aanvankelijk tot de conservatieve vleugel behoorde, maar later Schaepmanniaan werd. 
Harte van Tecklenburg kon dankzij zijn huwelijk met een dochter van margarinefabrikant Jurgens Kamerlid worden voor het district Grave. Hij was financieel specialist van de katholieken. 
Als minister van Financiën in het kabinet-Kuyper bracht Harte van Tecklenburg weinig wetgeving tot stand en kwam te laat met zijn voorstel voor een protectionistische Tariefwet.
Bij Koninklijk Besluit van 28 december 1894 werd aan Jan Harte toegestaan 'Van Tecklenburg' aan zijn achternaam toe te voegen.